# Aaron Kim Johnston
Pour les articles homonymes, voir Johnston.
Aaron Kim Johnston est un producteur, réalisateur et scénariste canadien né à Winnipeg (Canada).

## Filmographie

### Producteur
- 1993 : For the Moment
- 1997 : The Arrow (TV)
- 1999 : Red Team
- 2000 : Nostradamus
- 2001 : A Woman's a Helluva Thing (TV)
- 2003 : Inside Job (Fear X)

### Réalisateur
- 1986 : Mistress Madeleine
- 1987 : Heart Land
- 1988 : The Crown Prince
- 1990 : Adieu mon hiver (The Last Winter)
- 1993 : For the Moment

### Scénariste
- 1988 : The Crown Prince
- 1990 : Adieu mon hiver (The Last Winter)
- 1993 : For the Moment